# Берневал ле Гран
Берневал ле Гран (фр. Berneval-le-Grand) насеље је и општина у северној Француској у региону Горња Нормандија, у департману Приморска Сена која припада префектури Дјеп.
По подацима из 2011. године у општини је живело 1.385 становника, а густина насељености је износила 249,1 становника/km². Општина се простире на површини од 5,56 km². Налази се на средњој надморској висини од 104 метара (максималној 110 m, а минималној 0 m).

## Демографија
| 1962. | 1968. | 1975. | 1982. | 1990. | 1999. | 2011. |
| ----- | ----- | ----- | ----- | ----- | ----- | ----- |
| 641   | 666   | 760   | 893   | 998   | 1.047 | 1.385 |

График промене броја становника у току последњих година